# 三澤康広
三澤 康広（みさわ やすひろ、1976年 - ）は、日本の作曲家。長野県出身。

## 来歴
日本大学芸術学部音楽学科在学中より作曲活動を開始。卒業後、コーエーに入社し、ゲーム音楽制作に携わる。同社退職後は池頼広のアシスタントを経てアニメ劇伴音楽や映画音楽を中心に作曲や編曲を手がける。2012年から2014年5月までカンパニーAZAに所属。テレビアニメでは太田雅彦やまんきゅう、映画では坂本浩一監督の作品に参加することが多い。しばしば、名を『康弘』と誤植されることが多い。

## 音楽
テレビアニメ
- がくえんゆーとぴあ まなびストレート!（2007年1月7日 - 3月25日）
- みなみけ
  - みなみけ（2007年10月7日 - 12月30日）
  - みなみけ～おかわり～（2008年1月6日 - 3月30日）
  - みなみけ おかえり（2009年1月4日 - 3月29日）
  - みなみけ ただいま（2013年1月5日 - 3月30日）

- みつどもえ
  - みつどもえ（2010年7月2日 - 10月8日）
  - みつどもえ 増量中!（2011年1月8日 - 2月26日）

- ゆるゆり
  - ゆるゆり（2011年7月4日 - 9月19日）
  - ゆるゆり♪♪（2012年7月2日 - 9月17日）

- アルカナ・ファミリア -La storia della Arcana Famiglia-（2012年7月1日 - 9月16日）
- ココロコネクト（2012年7月7日 - 9月29日）
- 琴浦さん（2013年1月10日 - 3月28日）
- 恋愛ラボ（2013年7月4日 - 9月26日）
- さばげぶっ!（2014年7月6日 - 9月21日）
- 干物妹!うまるちゃん
  - 干物妹!うまるちゃん（2015年7月 - 9月）
  - 干物妹!うまるちゃんR（2017年10月 - 12月）

- 北斗の拳 イチゴ味（2015年10月 - 12月）
- はがねオーケストラ（2016年10月 - 12月）
- ガヴリールドロップアウト（2017年1月 - 3月）
- ヒナまつり（2018年4月 - 6月）
- うちのメイドがウザすぎる!（2018年10月 - 12月）
- 上野さんは不器用（2019年1月 - 3月）
- 私、能力は平均値でって言ったよね!（2019年10月 - 12月）
- おにぱん!（2022年4月 - 7月）
- ビックリメン（2023年10月 - 12月）
- アイドルマスター シャイニーカラーズ
  - 1st season（2024年4月 - 6月）
  - 2nd season（2024年10月 - 12月）

- しかのこのこのここしたんたん（2024年7月 - 9月）

映画
- 寄性獣医・鈴音 GENESIS×EVOLUTION（2011年11月26日）
- 009ノ1 THE END OF THE BEGINNING（2013年9月7日）
- 白魔女学園
  - 白魔女学園（2013年9月21日）
  - 白魔女学園 オワリトハジマリ（2015年6月13日）

- 赤×ピンク（2014年2月22日）
- 俺たち賞金稼ぎ団（2014年5月10日）
- 疾風ロンド（2016年11月26日）

OVA
- みなみけ
  - みなみけ べつばら（2009年6月23日）
  - みなみけ おまたせ（2012年10月5日）
  - みなみけ 夏やすみ（2013年8月6日）

- ゆるゆり、（2019年9月）

Webアニメ
- ぷちます! -プチ・アイドルマスター
  - ぷちます! -プチ・アイドルマスター-（2013年1月1日 - 3月29日）
  - ぷちます!! -プチプチ・アイドルマスター-（2014年4月1日 - 6月）

- 弱酸性ミリオンアーサー（2015年11月20日 - ）

テレビドラマ
- 玉川区役所 OF THE DEAD（2014年10月3日 - 12月20日）

## 作品
アニメ
- がくえんゆーとぴあ まなびストレート!（2007年1月7日 - 3月25日）
  - キャラクターソング「まっすぐ大作戦♪」（天宮学美） - 作曲

- みなみけ（2007年10月7日 - 12月30日）
  - キャラクターソング「二人の論舞よ永遠に～ザ・愛と情熱のロンド～」(タケル、ユウ) - 作曲・編曲

- みのりスクランブル!（2011年11月5日）
  - オープニングテーマ「みんなでハッピー」（みのり、掛川たまき、晃） - 作曲
  - エンディングテーマ「君の僕へのかくしごと」（みのり、掛川たまき、晃） - 作曲、サウンドプロデュース

- みなみけ ただいま（2013年1月5日 - 3月30日）
  - 第11話エンディングテーマ「クリスマスの歌」（保坂） - 作曲・編曲
  - キャラクターソング「コールスローの歌」（保坂） - 作曲・編曲
  - キャラクターソング「レッツお野菜」（保坂・南千秋） - 作曲・編曲
  - キャラクターソング「B.B.Q.の歌」（保坂） - 作曲・編曲

- 恋愛ラボ（2013年7月4日 - 9月26日）
  - 挿入歌「寝ても覚めてもランジェリー」（マキの父） - 作曲・編曲

- ぷちます!! -プチプチ・アイドルマスター（2014年4月 - 6月）
  - エンディングテーマ「1人ぼっちの歌」（プロデューサー） - 作曲・編曲

映画
- 赤×ピンク（2014年2月22日）
  - 主題歌「イチル」（芳賀優里亜） - 作曲・編曲

その他
- おかあさんといっしょ（1959年10月5日 - ）
  - 2009年5月の歌「ド!ド!ド!ドラゴン」（横山だいすけ、三谷たくみ） - 作曲

- 天才てれびくんMAX（2003年4月7日 - 2011年4月7日）
  - 「Let me dream」（2009年11月） - 作曲

- おとうさんといっしょ（2013年4月7日 - ）
  - 「父山のぼり」 - 作曲
  - 「ハンサム・ぱぱ!」 - 作曲

ゲーム
- コーエー
  - 金色のコルダ
  - 太閤立志伝V
  - 戦国無双シリーズ
    - 戦国無双
    - 戦国無双2

  - 真・三國無双シリーズ
    - 真・三國無双3
    - 真・三國無双4

  - ウイニングポストシリーズ
    - ウイニングポスト5
    - ウイニングポスト6

  - 遙かなる時空の中でシリーズ
    - 遙かなる時空の中で
    - 遙かなる時空の中で2

- コーエー以外
  - オアシスロード（アイデアファクトリー）
  - ようこそひつじ村（サクセス）

ドラマCD
- クトゥルフ神話TRPGリプレイ るるいえとらべらーず（2013年）